# Relações entre Hungria e Vietnã
As relações entre a Hungria e o Vietnã são as relações diplomáticas entre os dois países. A Hungria tem uma embaixada em Hanói. O Vietnã tem uma embaixada em Budapeste.
Ambos os países são membros plenos da Organização Mundial do Comércio e da Organização das Nações Unidas.

## História
A Hungria e o Vietnã estabeleceram um relacionamento oficial na década de 1950, quando os dois países faziam parte do Bloco do Leste. Desde então, a Hungria e o Vietnã desenvolveram outras relações, com estudantes e trabalhadores vietnamitas indo com frequência à Hungria para cursar o ensino superior.
Durante a década de 1980, no auge da Guerra Cambojana-Vietnamita, a Hungria adotou uma política neutra e manteve-se distante do conflito. Após a Guerra Fria e o colapso da União Soviética, tanto a Hungria quanto o Vietnã efetivamente desistiram de praticar a ideologia comunista em favor do capitalismo de mercado, embora o Vietnã permaneça sob o controle do Partido Comunista, enquanto a Hungria fez a transição de volta ao capitalismo.

### Século XXI
As relações entre a Hungria e o Vietnã são descritas como excelentes. O primeiro-ministro húngaro Viktor Orbán visitou o Vietnã em 2017.
O Vietnã considera a Hungria um importante parceiro econômico e fundamental na Europa Central, devido a seus diversos laços e sua rica história. Os dois países desenvolveram uma parceria estratégica em 2018, com o primeiro-ministro húngaro referindo-se ao Vietnã como um sucesso no Extremo Oriente.
Em 1º de agosto de 2020, entrou em vigor o Tratado de Livre Comércio da União Europeia com o Vietnã, que eliminou 99% das tarifas no comércio entre o Vietnã e os países da UE, incluindo a Hungria.

## Vietnamitas na Hungria
A comunidade vietnamita na Hungria é pequena e, apesar da imigração histórica, os vietnamitas tendem a ser menos ativos e integrados à sociedade húngara. Em 2018, o governo húngaro reconheceu oficialmente um pagode que havia sido construído recentemente pela comunidade vietnamita. Em 2010, a Hungria e a União Europeia (da qual a Hungria é membro) lançaram uma repressão a uma rede de imigração ilegal vietnamita. A maioria dos vietnamitas na Hungria vive e trabalha na capital, Budapeste. A Associação de Vietnamitas na Hungria, criada em abril de 2008, concordou com a organização entre as associações de base, ajudando a tornar as atividades das organizações da comunidade mais unificadas e eficazes, atraindo a participação da população local. Entre as associações e sindicatos de base, vale a pena mencionar o papel de "liderança" da Associação Comercial do Vietnã na Hungria, estabelecida em 2002 e com sólido apoio financeiro e espiritual para todas as atividades da comunidade.